# Moses Bledso Corwin
Moses Bledso Corwin, född 5 januari 1790 i Bourbon County i Virginia (i nuvarande Kentucky), död 7 april 1872 i Urbana i Ohio, var en amerikansk politiker (whig). Han var ledamot av USA:s representanthus 1849–1851 och 1853–1855.
Corwin är begravd på Oak Dale Cemetery i Urbana i Ohio.